# Saab Double Eagle

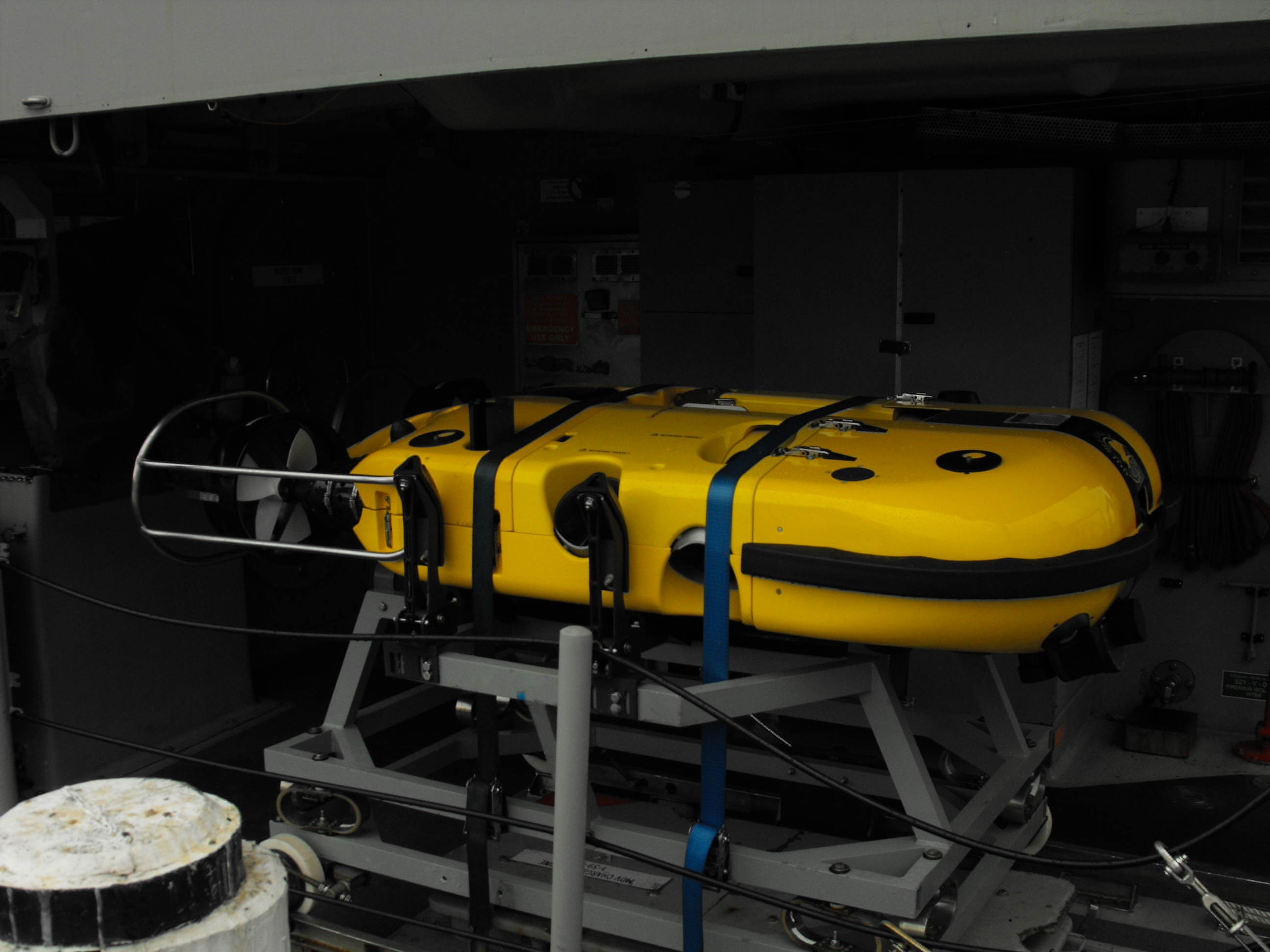
Un Double Eagle Mark II à bord du chasseur de mines

Le Saab Double Eagle est un véhicule sous-marin téléopéré (ROV) construit par la société de défense suédoise Saab Underwater Systems AB et utilisé pour l’élimination des mines marines.

## Design
En 2009, quatre versions du ROV avaient été conçues,.
La version originale s’appelait le Sea Eagle et était une variante militarisée du ROV civil Sea Owl. Cette unité mesurait 1,3 mètre de long, 0,76 mètre de large et 0,4 mètre de haut, pouvait se déplacer à 3 nœuds (5,6 km/h) et plonger jusqu’à 500 mètres. Ces ROV ont été en service dans la marine royale suédoise à partir de 1984.
La deuxième version, nommée Double Eagle, est plus grande, mesurant 1,9 mètre de longueur, 1,3 mètre de largeur et 0,8 mètre de hauteur. Le ROV pèse 400 kilogrammes, peut plonger jusqu’à 500 mètres et se déplacer à 5 nœuds (9,3 km/h).

## Modèles actuels
Le Double Eagle Mark II est plus grand mais plus léger que le premier Double Eagle. Mesurant 2,1 mètres de long, 1,3 mètre de large et 0,5 mètre de haut, l’engin pèse 340 kilogrammes, plonge à 500 mètres et peut atteindre 6 nœuds. Le Mark II est entré en service en 1994.
Le Mark III est plus long de 80 centimètres et plus lourd de 130 kg que son prédécesseur.
La charge utile du ROV peut consister en un sonar à balayage, un échosondeur, un sonar Doppler ou des systèmes de navigation autonome. Tous les Double Eagle sont équipés d’un bras manipulateur extensible, qui est couramment utilisé pour placer une petite charge explosive sur une mine. Le ROV peut être modifié pour servir également de sonar automoteur à profondeur variable : les Double Eagles Mark II équipant les chasseurs de mines tripartites de la marine française ont été modifiés pour embarquer un sonar TSM 2022 de Thales, tandis qu’une mise à niveau similaire doit être apportée aux unités Mark III acquises pour les chasseurs de mines tripartites de la marine royale néerlandaise.
Le Double Eagle Mark II utilise deux moteurs électriques de 5 kilowatts pour la propulsion principale, et six moteurs électriques de 0,4 kilowatt pour les manœuvres fines. Les ROV Mark III ont quatre moteurs électriques de 7 kilowatts comme propulseurs principaux. Les Double Eagles peuvent fonctionner dans n’importe quelle orientation.

## Opérateurs

### Mark II
- Royal Australian Navy : Chasseur de mines de classe Huon[3],[4]
- Marine royale danoise : Patrouilleur de classe Flyvefisken (module Standard Flex)[5]
- Forces maritimes finlandaises : Navire de lutte contre les mines de classe Katanpää[2]
- Marine nationale : Chasseur de mines de classe tripartite[2]
- Marine royale suédoise[2]

### Mark III
- Composante marine : Chasseur de mines de classe tripartite[2]
- Marine royale néerlandaise : Chasseur de mines de classe tripartite[2]
- Marine royale suédoise : 
  - Chasseur de mines de classe Koster[2]
  - Corvette de classe Visby[2]